# General Sampaio
General Sampaio là một đô thị thuộc bang Ceará, Brasil. Đô thị này có diện tích 206,198 km², dân số năm 2007 là 6386 người, mật độ 30,97 người/km².